# North Plains
North Plains es una ciudad ubicada en el condado de Washington en el estado estadounidense de Oregón. En el año 2009 tenía una población de 1,605 habitantes y una densidad poblacional de 794.5 personas por km².

## Geografía
North Plains se encuentra ubicada en las coordenadas 45°35′50″N 122°59′53″O / 45.59722, -122.99806.

## Demografía
Según la Oficina del Censo en 2000 los ingresos medios por hogar en la localidad eran de $49,563, y los ingresos medios por familia eran $55,156. Los hombres tenían unos ingresos medios de $42,237 frente a los $27,857 para las mujeres. La renta per cápita para la localidad era de $18,794. Alrededor del 5.3% de la población estaban por debajo del umbral de pobreza.

## Localidades adyacentes
Diagrama de las localidades a un radio de 16 km a la redonda de North Plains. 